# Оберфельд, Казимир
Казимир (Казимеж Ежи) Оберфельд (пол. Kazimierz Jerzy Oberfeld, фр. Casimir Oberfeld, 16 ноября 1903 года, Лодзь, Российская империя — январь 1945 года, концентрационный лагерь Освенцим, нацистская Германия) — французский композитор польско-еврейского происхождения. Он работал над многими фильмами, а также написал популярные песни 1920-х и 1930-х годов. После вторжения Германии во Францию в 1940 году во время Второй мировой войны Оберфельд, будучи евреем, столкнулся с нарастающими преследованиями. Укрывшись в оккупированной итальянцами Ницце, он был арестован, когда этот район был захвачен немцами. Его отправили в Освенцим, где он умер в январе 1945 года.

## Карьера
Музыка коллаборационистского гимна режима Виши «Maréchal, nous voilà !», приписываемая Андре Монтаньяру и Шарлю Куртьу, на самом деле была плагиатом  работы Оберфельда под названием «La Margoton du bataillon», написанная в честь Тур де Франс.

## Избранная фильмография
Казимир Оберфельд написал музыку к более чем 60 фильмам, в том числе:
- Сладость любви (1930)
- Мужчина в вечерней одежде (1931)
- Треугольник огня (1932)
- Чемпион полка (1932)
- Дело Блэро (1932)
- Портье из Максима (1933)
- Дядя из Пекина (1934)
- Риголбоче (1936)
- Легионер (1936)
- Антуанетту не обманешь (1936)
- Экскурсионный поезд (1936 г.)
- Улица теней (1937)
- Шпунц (1938)
- Барнабе (1938)
- Трикош и Каколет (1938)
- Портье из Максима (1939)
- Пять центов Лавареде (1939)
- Мсье Гектор (1940)

## Внешняя ссылки
- Оберфельд, Казимир (англ.) на сайте Internet Movie Database